# West Los Angeles
West Los Angeles (también conocido como West L.A.) es un distrito de la zona oeste de la ciudad de Los Ángeles, California. 
El distrito se encuentra en una pequeña parte de la región más grande en Los Ángeles con el mismo nombre. Cuando los lugareños usan el nombre puede que se estén refiriendo al distrito o a la región más grande conocida como Westside.

## Localización
De acuerdo con el mapa de Los Ángeles presentado en Los Angeles Times, la localización del vecindario es Beverly Glen a Sepulveda y Santa Monica a Pico Blvd.
Se apoya en el vecindario Sawtelle al oeste y Century City al este, Westwood al norte y Rancho Park al sur.

## Geografía y transporte
Los límites geográficos del distrito son la Santa Monica Freeway (I-10) al sur, y bordes verdes compuestos de setos y espacios verdes con el vecindario de Century City (Century Park West) y Rancho Park al oeste. El límite septentrional de la porción de West L.A. que está al este de la I-405 es Santa Monica Boulevard (al norte del cual está Westwood (Los Ángeles)). Estas partes del distrito están representadas por el Westside Neighborhood Council, un consejo compartido con Century City, Cheviot Hills, y Rancho Park. 
El Big Blue Bus (la línea municipal de autobuses de Santa Monica) usando UCLA como una de sus terminales, proporciona tránsito público hasta la región, especialmente junto a las rutas este-oeste, así como el Transporte Metropolitano del Condado de Los Ángeles en menor medida.  
Este distrito contiene y es adyacente a un área de cultura japonesa-americana junto a Sawtelle Boulevard oficialmente llamado Little Osaka, el cual es algunas veces llamado Sawtelle.
Hay otras áreas incluidas en por locales como parte de la West Los Angeles subregion pero no son parte del vecindario llamado West L.A. en sí mismo.

## Historia
Después de la colonización por los españoles, la mayoría de los que ahora es West Los Angeles se convirtió en parte del Rancho San Vicente y Santa Monica.  Con la llegada de los colonos anglos después de la Intervención estadounidense en México, los originales terratenientes Californio vendieron, o fueron obligados, y para principios del siglo XX el área estaba mayormente compuesto por campos de frijoles y trigo. Muchos inmigrantes japoneses se asentaron en el distrito, creando huertos y guarderías en el proceso. Algunas de las guarderías aún se encuentras abiertas hoy, junto al tramo de Sawtelle Boulevard entre Olympic y Santa Monica Boulevards.
El corazón de lo que ahora es West Los Angeles, incluyendo el centro gubernamental de West Los Angeles en Santa Monica y Purdue, fue incorporado como City of Sawtelle. En la década de los años 20, West L.A. se anexionó a la Ciudad de Los Ángeles.

## El vecindario hoy
La localización central de West Los Angeles ha hecho que sea un foco de desarrollo comercial, con varios rascacielos de oficinas junto a Olympic, Santa Monica, y Wilshire Boulevards.  También contiene gran número de negocios japoneses. Una congregación satélite del Wilshire Boulevard Temple, uno de las más prominentes congregaciones judío-reformistas en el Sur de California, ocupa la esquina noreste de Olympic y Barrington.
Las viviendas en West Los Angeles son una mezcla de edificios de apartamentos de poca altura, mayormente habitados por jóvenes profesionales y familias de clase trabajadora, y casas de un solo piso construidas entre finales de 1920 y 1960.[cita requerida] Dos de las torres residenciales más altas de Los Ángeles se encuentran en el borde norsete del vecindario, en la intersección de Wilshire y Barrington. Hay tendencia a la gran densidad, ya que las casas unifamiliares se reemplazan por edificios de apartamentos, y los edificios de apartamentos por otros más altos.
University High School, un instituto nombrado así por su cercanía con la UCLA, se encuentra en el distrito.  "Uni" es uno de los pocos institutos en Los Ángeles que no han sido completamente reconstruidos después de los terremotos y aún conserva su toque tradicional por sus paredes de ladrillo y sus arcos de la entrada. Como resultado, es muy popular entre los productores de cine para grabar escenas, incluso cuando es horario escolar, para disgusto de los estudiantes y del profesorado. El campus también contiene dentro de sus límites un pozo artesano (reclamado por la gente Tongva como su casa ancestral) el cual nunca ha fallado, incluso en los años más secos. El partido de Juniperro Serra se ha dicho que ha acampado ahí durante su viaje a los largo del Estado.
En West Los Angeles se ubica la Consolidated Mail Outpatient Pharmacy (CMOP). Es parte de una iniciativa del Departamento de Asuntos Veteranos que provee recetas por correo a veteranos usando computerización en localizaciones estratégicas a través de los Estados Unidos.
En este distrito también se encuentra la oficina de campo de Los Ángeles del FBI, localizada en el edificio federal en Wilshire Boulevard, junto a la autopista 405.
West Los Angeles tiene una gran comunidad hispana evidente por los auténticos restaurantes mexicanos y por otras pocas tiendas mexicanas. Entre el gran número de residentes latinos hay gran cantidad de inmigrantes de Oaxaca.

## Gobierno e infraestructuras
La Oficina de Salud Los Angeles County Department of Health Services sirve en West Los Angeles.

## Servicios de emergencias

### Policía
Los Angeles Police Department opera en la Estación de Policía Comuntaria de West Los Angeles en 1663 Butler Avenue, 90025, sirviendo al vecindario.

## Educación

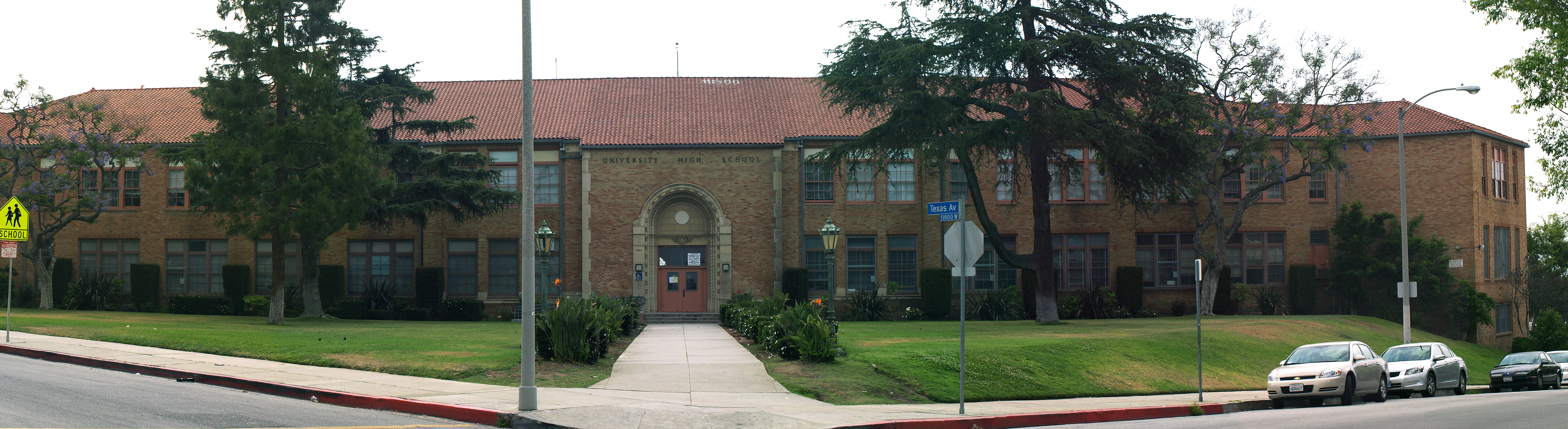
University High School

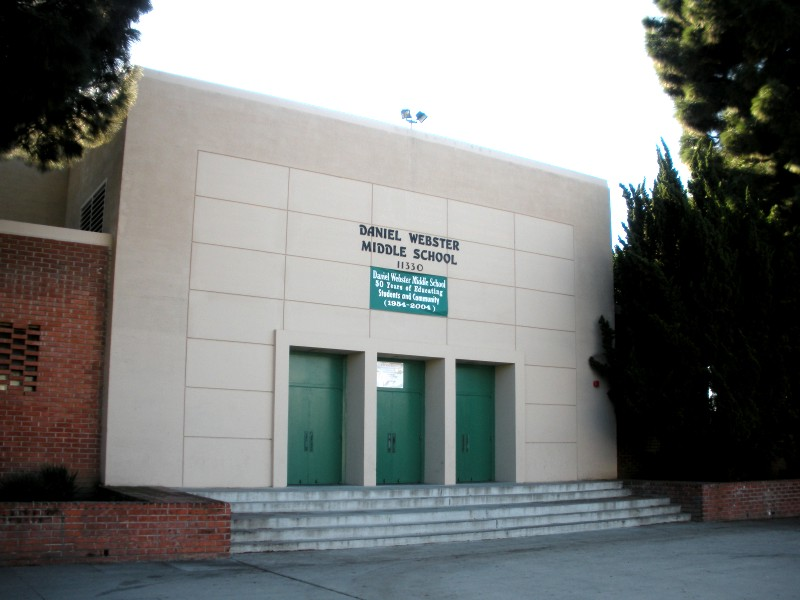
Daniel Webster Middle School

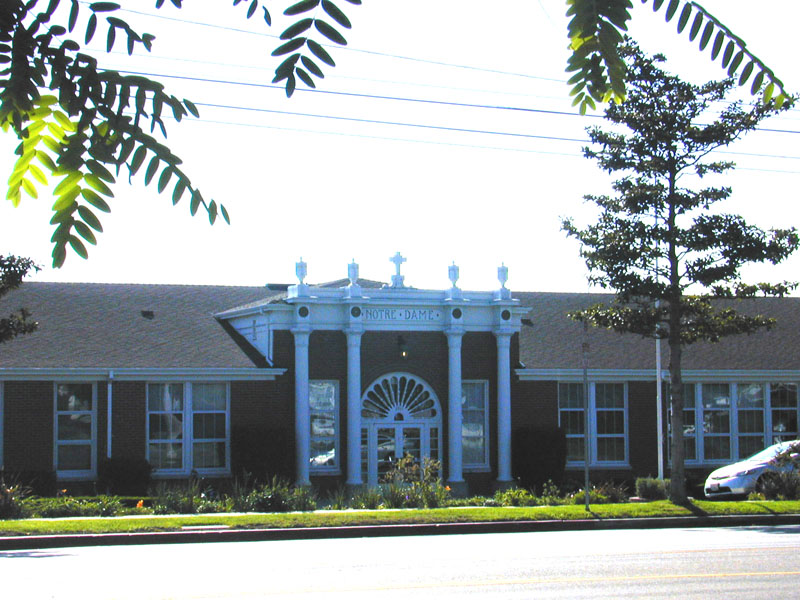
Notre Dame Academy

### Escuelas primarias y secundarias

#### Escuelas públicas
West Los Angeles es parte del Distrito Escolar Unificado de Los Ángeles. Las escuelas de educación infantil del vecindario son Brockton Avenue, Canfield Elementary School, Castle Heights Elementary School, Cheviot Hills Continuation School, Clover Elementary School, Crescent Heights Boulevard Elementary School, Nora Sterry Elementary School, Overland Elementary School, Shenandoah Street Elementary School y Warner Avenue. Las escuelas de educación primaria son Emerson and Webster. High schools are Hamilton High School, Los Angeles Center for Enriched Studies, University High School y Indian Springs Continuation, ambos en el mismo sitio.

#### Escuelas privadas
El Instituto de Chicos YULA, Instituto de Chicos Yeshivat Ohr Chanoch, Instituto de Chicas de Los Ángeles Yeshiva, Vista School, Templo Issiah Preescolar y Guardería, Saint Sebastian School, Escuela Infantil St. María Magdalena, Academia Rabino Jacob Pressman, Notre Dame Academy, Liceo Francés de Los Ángeles, Bais Chaya Mushka Chabad, Escuela Baptista de West Los Angeles Baptist School y la Primera Escuela Luterana de Venice son las escuelas privadas más cercanas. 
Pacific States University en el área de Harvard Heights es la universidad.

### Bibliotecas públicas
La Los Angeles Public Library opera la Biblioteca Regional de West Los Angeles.

## Parques y recreo
El Stoner Recreation Center está localizado en West Los Angeles. El centro incluye un parque acuático, barbacoas, un campo de béisbol, pistas de baloncesto al aire libre iluminadas, un área de juegos infantil, un campo de fútbol americano iluminado, un gimnasio interior sin pesas y con capacidad para 300 personas, mesas para pícnic, un campo de fútbol iluminado, una pista de tenis iluminada, y una pista de voleibol iluminada. El Festival Anual Cherry Blossom, co-patrocinado por el Centro Comunitario Japonés Americano de West Los Angeles, se sitúa en el parque. Otros parques y recres en West Los Angeles son Cheviot Hills Park, Rancho Park Golf Course y Reynier Park.

## Residentes destacables
- David Avadon, ilusionista

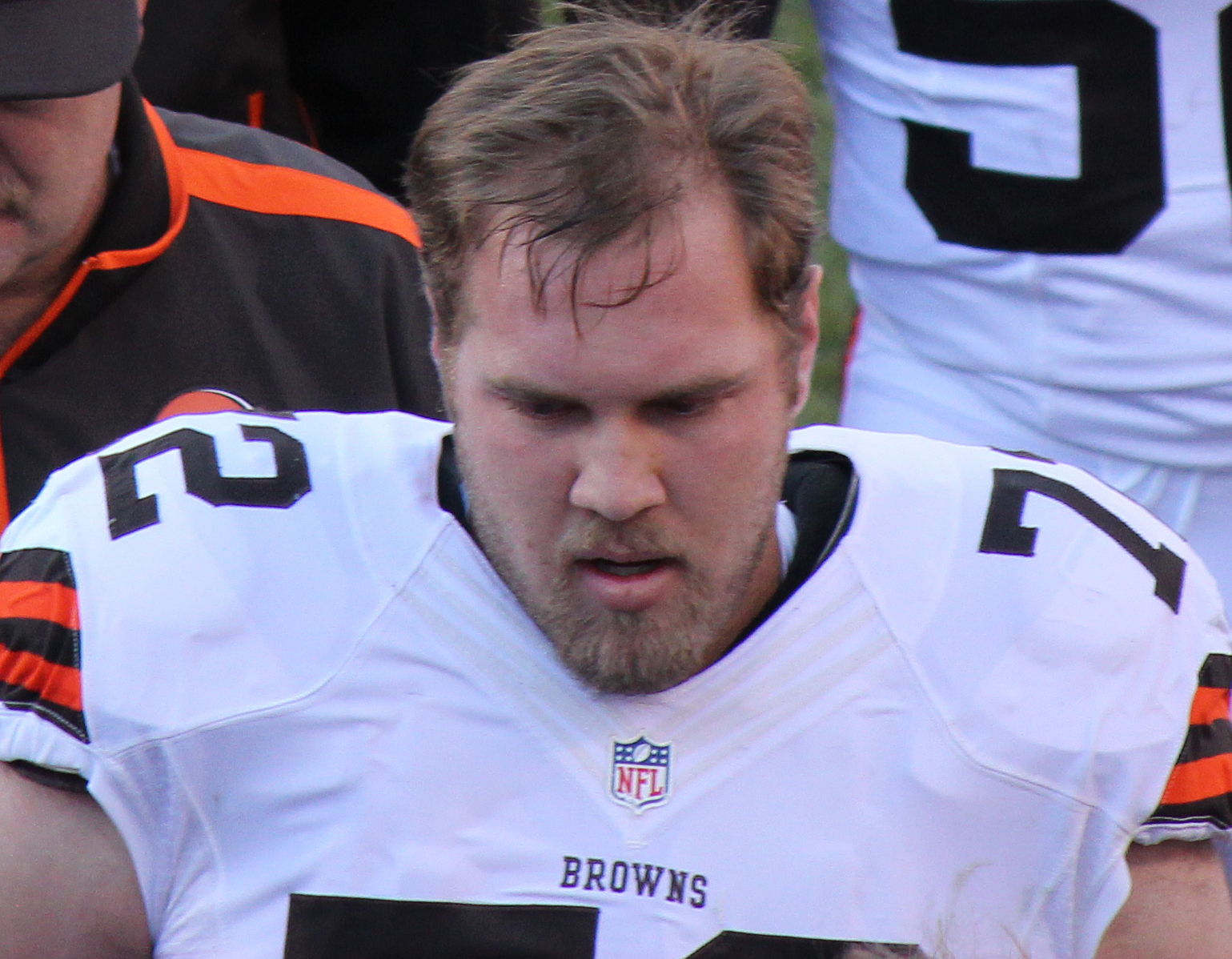
Mitchell Schwartz, jugador de fútbol americano de la NFL

- Max Factor, Jr., empresario, presidente de Max Factor Cosmetics
- Juliet Landau, actriz
- Nikki Reed, actriz, guionista, cantautora y modelo
- Geoff Schwartz, jugador de fútbol americano de la NFL
- Mitchell Schwartz, jugador de fútbol americano de la NFL
- Darby Crash, cantante punk de The Germs
- Cenk Uygur, presentador de The Young Turks